# Fargau-Pratjau
Fargau-Pratjau là một đô thị thuộc huyện Plön, trong bang Schleswig-Holstein, nước Đức. Đô thị Fargau-Pratjau có diện tích 23,53 km², dân số thời điểm 31 tháng 12 năm 2006 là 802 người.